# Sara Franceschi
Sara Franceschi, född 1 februari 1999, är en italiensk simmare.

## Karriär
Franceschi tävlade för Italien vid olympiska sommarspelen 2016 i Rio de Janeiro, där hon blev utslagen i försöksheatet på 200 och 400 meter medley.
I december 2022 vid kortbane-VM i Melbourne tog Franceschi silver på 400 meter medley.